# Coppa d'Europa 1991-1992
La Coppa d'Europa 1991-1992 di pallacanestro maschile venne vinta dal Real Madrid.

## Risultati

### Primo turno
| Squadra 1    | Totale    | Squadra 2        | Andata | Ritorno |
| ------------ | --------- | ---------------- | ------ | ------- |
| Værløse      | 178 - 231 | Helsingin NMKY   | 93-107 | 85-124  |
| Slavia Sofia | 147 - 181 | Paniōnios        | 77-83  | 70-98   |
| KR Reykjavík | 152 - 163 | Union SPI Vienna | 87-89  | 65-74   |
| VEF Rīga     | 205 - 178 | Braunschweig     | 109-99 | 96-79   |
| Solna IF     | 147 - 154 | Pro-Specs EBBC   | 72-68  | 75-86   |
| Honvéd       | 176 - 150 | Lech Poznań      | 84-69  | 92-81   |

### Secondo turno
| Squadra 1               | Totale    | Squadra 2              | Andata  | Ritorno |
| ----------------------- | --------- | ---------------------- | ------- | ------- |
| Helsingin NMKY          | 135 - 150 | Alba Berlino           | 71-69   | 64-81   |
| Sparta Praga            | 171 - 184 | Paniōnios              | 87-81   | 84-103  |
| Union SPI Vienna        | 136 - 180 | Hapoel Galil Elyon     | 67-87   | 69-93   |
| VEF Rīga                | 156 - 166 | Smelt Olimpija Lubiana | 81-89   | 75-77   |
| Pro-Specs EBBC          | 169 - 190 | Real Madrid            | 94-94   | 75-96   |
| Honvéd                  | 157 - 210 | Hapoel Holon           | 90-99   | 67-111  |
| Spartak San Pietroburgo | 186 - 153 | Porto                  | 109-69  | 77-84   |
| APOEL Nicosia           | 107 - 217 | PAOK Salonicco         | 53-111  | 54-106  |
| Akrides Haarlem         | 134 - 151 | Sunair Ostenda         | 68-63   | 66-88   |
| Etzella Ettelbruck      | 140 - 242 | CSP Limoges            | 68-123  | 72-119  |
| Tofaş Bursa             | 144 - 199 | Glaxo Verona           | 77-101  | 67-98   |
| Universitatea Cluj      | 196 - 201 | Pau-Orthez             | 107-101 | 89-100  |

### Ottavi di finale
Śląsk Wrocław, Maccabi Rishon LeZion, KTP-Kotka, Scania Södertälje, Vevey Riviera, Pezoporikos Larnaca, Fenerbahçe, Benfica e Szolnoki Olajbányász provenienti dalla Coppa dei Campioni 1991-1992.
| Squadra 1               | Totale    | Squadra 2             | Andata | Ritorno |
| ----------------------- | --------- | --------------------- | ------ | ------- |
| Śląsk Wrocław           | 178 - 186 | Maccabi Rishon LeZion | 92-85  | 86-101  |
| KTP-Kotka               | 160 - 208 | CSP Limoges           | 86-110 | 74-98   |
| Scania Södertälje       | 152 - 183 | Glaxo Verona          | 81-88  | 71-95   |
| Smelt Olimpija Lubiana  | 201 - 174 | Vevey                 | 114-86 | 87-88   |
| Spartak San Pietroburgo | 167 - 174 | Sunair Ostenda        | 75-86  | 92-88   |
| Paniōnios               | 222 - 180 | Pezoporikos Larnaca   | 118-95 | 104-85  |
| Alba Berlino            | 181 - 161 | Fenerbahçe            | 99-83  | 82-78   |
| Hapoel Galil Elyon      | 190 - 170 | Hapoel Holon          | 100-89 | 90-81   |
| Benfica                 | 175 - 153 | Szolnoki Olajbányász  | 100-69 | 75-84   |

PAOK Salonicco, Real Madrid e Pau-Orthez qualificate automaticamente ai quarti.

### Quarti di finale

#### Gruppo A
|    | Squadra               | G  | V | P | PF  | PS  | Dif | P.ti |
| -- | --------------------- | -- | - | - | --- | --- | --- | ---- |
| 1. | PAOK Salonicco        | 10 | 9 | 1 | 829 | 762 | +67 | 19   |
| 2. | Glaxo Verona          | 10 | 8 | 2 | 862 | 818 | +44 | 18   |
| 3. | CSP Limoges           | 10 | 4 | 6 | 855 | 841 | +14 | 14   |
| 4. | Sunair Ostenda        | 10 | 4 | 6 | 935 | 903 | +32 | 14   |
| 5. | Maccabi Rishon LeZion | 10 | 3 | 7 | 891 | 959 | -68 | 13   |
| 6. | Alba Berlino          | 10 | 2 | 8 | 758 | 847 | -89 | 12   |

#### Gruppo B
|    | Squadra                | G  | V | P | PF  | PS  | Dif | P.ti |
| -- | ---------------------- | -- | - | - | --- | --- | --- | ---- |
| 1. | Real Madrid            | 10 | 9 | 1 | 917 | 832 | +85 | 19   |
| 2. | Smelt Olimpija Lubiana | 10 | 7 | 3 | 878 | 829 | +49 | 17   |
| 3. | Pau-Orthez             | 10 | 6 | 4 | 899 | 889 | +10 | 16   |
| 4. | Paniōnios              | 10 | 3 | 7 | 832 | 847 | -15 | 13   |
| 5. | Benfica                | 10 | 3 | 7 | 787 | 851 | -64 | 13   |
| 6. | Hapoel Galil Elyon     | 10 | 2 | 8 | 877 | 942 | -65 | 12   |

|  | Qualificate alle semifinali |
|  | Eliminata                   |

### Semifinali
| Squadra 1              | Totale | Squadra 2      | Andata | Ritorno |        |
| ---------------------- | ------ | -------------- | ------ | ------- | ------ |
| Smelt Olimpija Lubiana | 1 - 2  | PAOK Salonicco | 81-68  | 61-79   | 86-104 |
| Glaxo Verona           | 0 - 2  | Real Madrid    | 71-79  | 72-74   |        |

### Finale
| Squadra 1   | Risultato | Squadra 2      |
| ----------- | --------- | -------------- |
| Real Madrid | 65 - 63   | PAOK Salonicco |

| Coppa d'Europa 1991-1992 |
| ------------------------ |
| Real Madrid 3º titolo    |

## Formazione vincitrice
| N° | Naz.                   | Ruolo | Sportivo                 |  | Alt. |  |
| -- | ---------------------- | ----- | ------------------------ |  | ---- |  |
| 4  | Spagna (bandiera)      | P     | José Luis Llorente       |  |      |  |
| 5  | Spagna (bandiera)      | G     | José María Silva Barroso |  |      |  |
| 6  | Spagna (bandiera)      | C     | Fernando Romay           |  |      |  |
| 7  | Spagna (bandiera)      | AP    | José Biriukov            |  |      |  |
| 8  | Spagna (bandiera)      | C     | Tomás González           |  |      |  |
| 8  | Spagna (bandiera)      | A     | Jonathan Ojeda           |  |      |  |
| 9  | Spagna (bandiera)      | P     | José Miguel Antúnez      |  |      |  |
| 11 | Stati Uniti (bandiera) | AC    | Rickey Brown             |  |      |  |
| 11 | Stati Uniti (bandiera) | C     | Mark McNamara            |  |      |  |
| 12 | Spagna (bandiera)      | AP    | Enrique Villalobos       |  |      |  |
| 13 | Spagna (bandiera)      | AG    | Pep Cargol               |  |      |  |
| 14 | Stati Uniti (bandiera) | AG    | Mark Simpson             |  |      |  |
| 15 | Spagna (bandiera)      | C     | Antonio Martín           |  |      |  |
|    | Spagna (bandiera)      | AG    | Ricardo Peral            |  |      |  |
|    | Spagna (bandiera)      |       | José Gallego             |  |      |  |
|    | Spagna (bandiera)      | All.  | Clifford Luyk            |  |      |  |